# Huo Liang
Huo Liang (火亮S Huǒ LiàngP; Shanghai, 29 settembre 1989) è un tuffatore cinese.
Specializzato nei tuffi dalla piattaforma 10 metri individuale e sincro, in carriera ha vinto la medaglia d'oro ai Giochi olimpici di Pechino 2008 e tre ai campionati mondiali di nuoto.

## Palmarès
- Giochi olimpici

Pechino 2008: oro nel sincro 10 m.
- Mondiali di nuoto

Melbourne 2007: oro nel sincro 10 m.
Roma 2009: oro nel sincro 10 m.
Shanghai 2011: oro nel sincro 10 m.
- Giochi asiatici

Doha 2006: oro nel sincro 10 m.
Canton 2010: argento nella piattaforma 10 m.
- Vincitore della Coppa del Mondo del sincro 10m nel 2006 e nel 2008